# کارخانه هیستینگز

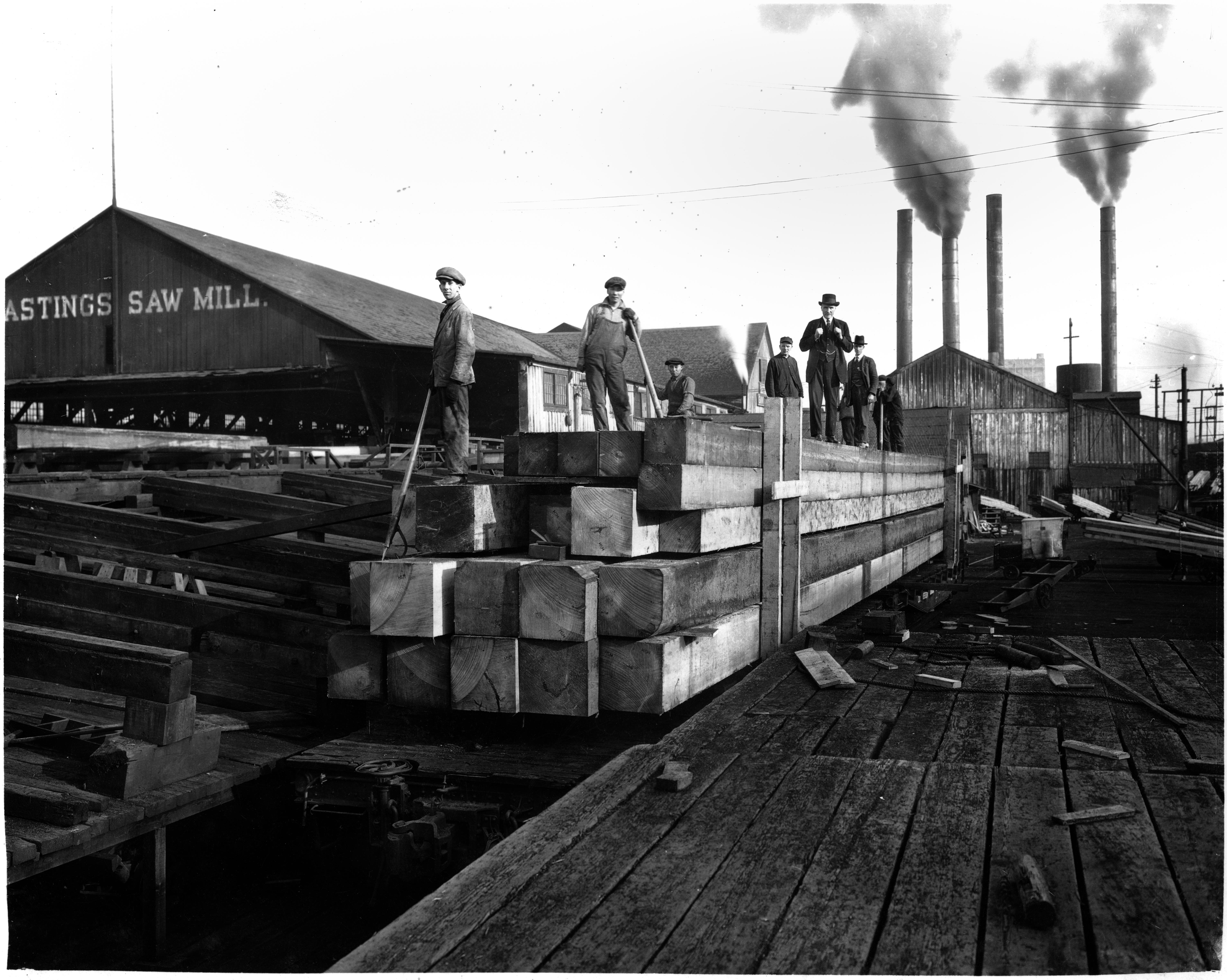
بارگیری الوار روی ماشین‌های تخت در کارخانه هاستینگز، ۱۹۲۵.

کارخانه هیستینگز، هیستینگز میل (انگلیسی: Hastings Mill) یک کارخانه چوب‌بری در ساحل جنوبی ورودی خلیجک بورارد و اولین عملیات تجاری بود که در اطراف آن سکونتگاهی بود که تبدیل به ونکوور در بریتیش کلمبیا، کانادا شد. این کارخانه چوب بری که در سال ۱۸۶۵ توسط ادوارد استمپ تأسیس شد، تا زمان تعطیلی آن در سال ۱۹۲۸ کار می‌کرد.